# Adaptorový protein

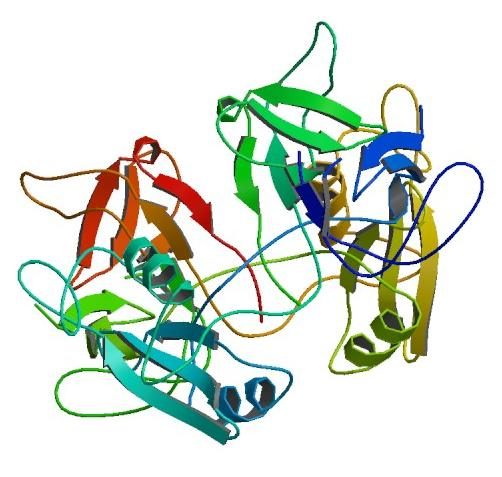
Grb2, příklad adaptorového proteinu

Signální přenos z EGF receptoru zahrnuje vazbu Grb2 na receptor (schéma)

Adaptorový protein je bílkovina, která se účastní signálních kaskád v buňce, ale sama nemá enzymatickou aktivitu (nekatalyzuje biochemické reakce). Podobně jako příbuzné scaffold proteiny (scaffold = angl. „lešení“), dokovací (docking) a kotvicí (anchor) proteiny slouží k tomu, aby se určité enzymy dostaly do vzájemné blízkosti a usnadnil se tím průběh určité enzymatické reakce. Hrají tak důležitou roli v přenosu signálu uvnitř buněk. Pro adaptorové proteiny je typické (na rozdíl od např. scaffold proteinů), že se zpravidla jedná o menší proteiny, které mají dvě vazebná místa – každá pro jiný enzym – a tím je „přemosťují“.
Typickým adaptorovým proteinem je např. Grb2. Grb2 (ale i další adaptorové proteiny) obsahuje SH2 a SH3 doménu, první z nich váže fosfotyrosin (fosforylovaný tyrosin proteinů), druhá prolinové sekvence (PXXP) v proteinech.

## AP proteiny
Speciálním případem jsou adaptorové proteiny, které tento výraz mají ve svém názvu (tzv. adaptiny). Zkracují se názvem AP, za kterým následuje číslo. Nehrají příliš roli v signalizaci, jako spíše v regulaci vezikulárního transportu a třídění váčků. AP proteiny rekrutují do vznikajících váčků klathrin a na své opačné straně rozeznávají integrální membránové proteiny v membráně váčků. Známo je šest komplexů AP proteinů, tzv. AP komplexy:
- AP-1
- AP-2
- AP-3
- AP-4
- AP-5
- AP-6